# Orthotylus blascoi
Orthotylus blascoi es una chinche de la familia Miridae endémica de España.